# Devşirme

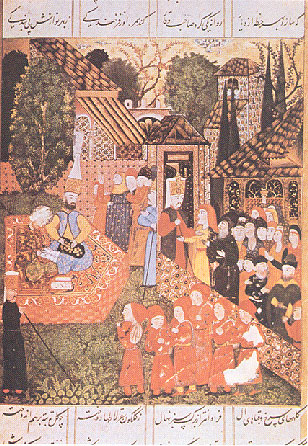
Ottomaanse tekening waarop opgehaalde kinderen uit Bulgarije gekeurd worden.

Devşirme (Arabisch: دوشيرمه; Grieks, παιδομάζωμα, paedomazoma, vertaald: "ophalen van kinderen"; Roemeens tribut de sânge; Servo-Kroatisch danak u krvi; Bulgaars кръвен данък, kraven danak, vertaald: "bloedbelasting") was in het Ottomaanse Rijk een belasting waarmee jongens werden geronseld om als slaven dienst te doen in het leger of in de administratie van de sultan. Deze belasting werd met name opgelegd in veroverde christelijke gebieden. De geronselde jongens kregen een goede opleiding. Het grootste deel van de elite (waaronder de janitsaren) van het Ottomaanse Rijk bestond uit ooit door de devşirme gerekruteerde personen. De jongens werden ğilmán genoemd.

## Het systeem
In het Ottomaanse Rijk legde de overheid in nieuw-veroverde gebieden een belasting op jonge mannen op. Elke provincie moest een bepaald quotum jongens van 12 tot 16 jaar oud aan de sultan leveren. Het was voor islamitische gezinnen verboden jongens te leveren, dus (meestal) kwamen de jongens uit christelijke families. Ze kregen daarna een opleiding in bestuur of krijgskunde. Daarbij hoorde ook onderricht in de islam, en de meeste jongens werden ook moslim. Omdat ze nog jong waren en permanent van hun familie afgezonderd, waren ze gemakkelijk te indoctrineren. Bovendien was het christenen verboden om wapens te dragen. Voor janitsaren was het daarom noodzakelijk moslim te zijn. Als de jongens zelf kinderen kregen, werden die verplicht als moslims opgevoed. Deze kinderen mochten zelf niet gerekruteerd worden in de devşirme.
De devşirme vond jaarlijks plaats op provinciaal niveau en om de vijf jaar in elk dorp. De heffing vond in het begin enkel op de Balkan plaats, uit Griekse, Kroatische, Bulgaarse, Servische en Albanese gezinnen. Later werd ook gerekruteerd in christelijke gemeenschappen in Anatolië en Turks Armenië. In de 17e eeuw gebeurde het ook in Oekraïne en het zuiden van Rusland.
De jongens werden meestal eerst in Turkse boerengezinnen ondergebracht, waar ze door het zware werk kracht opdeden en bovendien Turks leerden spreken. Daarna werden ze naar Constantinopel of een ander garnizoen gestuurd om een meer specifiek trainingsprogramma te beginnen.
Ze werden getraind in het omgaan met wapens, maar kregen ook onderwijs in kalligrafie, (islamitische) theologie, literatuur, de Sharia en vreemde talen.
Het programma was zwaar en de rekruten mochten niet buiten het trainingskamp komen. Van de 196 afdelingen van het Janitsarenkorps waren in Rumelië (het Europese deel van het rijk) 14 en in Anatolië 17 speciaal bestemd voor het opleiden van rekruten. Na de afschaffing van de devşirme bleven daar in totaal slechts 4 van over.
Nadat ze hun opleiding afgerond hadden, werden de jongemannen verspreid over het leger en de administratie van het rijk, de beste studenten konden hun carrière in het paleis zelf beginnen. Veel personen die een belangrijke rol speelden in het Ottomaanse Rijk kwamen oorspronkelijk uit de devşirme. Een rekruut kon opklimmen tot een hoge positie in het rijk: grootvizier, minister of generaal. Anderen werden toegevoegd aan de Janitsaren en andere elitetroepen.
Het effect was dat de elite van het Ottomaanse Rijk van verschillende delen van het rijk afkomstig was, en vaak op persoonlijke kwaliteiten werd geselecteerd. Dit is ongetwijfeld een belangrijke reden geweest voor het aanvankelijke succes van het rijk.

## Historische achtergrond
De devşirme was in feite niet erg verschillend van vergelijkbare systemen in eerdere Arabisch-islamitische dynastieën, zoals de Egyptische Abbasiden die slaven ronselden in overwonnen gebieden om een leger mee te bouwen. Het voordeel was dat de slaven volledig buiten de politiek stonden en daarom compleet trouw aan de kalief waren. In de praktijk werkte het anders: de afstammelingen van de slaven, de Mamlukken, stonden in veel gevallen aan de wieg van intrige en coups. Uiteindelijk zou hun macht zo ver groeien, dat de Mamlukken in de 11e eeuw de feitelijke machthebbers waren geworden achter de kalief.
De devşirme was een doelmatigere versie van dit systeem, omdat het niet erfelijk was (kinderen van rekruten mochten zelf niet gerekruteerd worden).
Onder de Ottomaanse dynastie werd het systeem ingevoerd door Murat I (1326 - 1389), die meer mankracht nodig had bij het neerslaan van opstanden en in de bijna eindeloze reeks oorlogen waarin het Ottomaanse Rijk verwikkeld was.
De rekrutering nam af in de 16e en 17e eeuw. Vanaf 1568 vond de rekrutering slechts af en toe plaats. In 1648 werd devşirme officieel afgeschaft. De teloorgang van devşirme was ten eerste gevolg van de afname van de omvang van het rijk. Ook waren islamitische families erin geslaagd hun kinderen onder de rekruten te plaatsen. De erfelijke elite die op die manier ontstond was tegen herinvoering van het systeem, omdat nieuwe rekruten hun machtspositie zouden kunnen bedreigen. Herinvoering werd in 1703 tegengehouden door de Janitsaren.

## Theologische achtergrond
Slavernij wordt door de leer van de islam niet verboden. Op diverse plaatsen in de Koran wordt gesproken over het houden van slaven. De Hadith verbiedt slechte behandeling van slaven. "Wie er van hen (slaven) bezit, laat hij hen voeden van wat hij eet en kleden op dezelfde wijze als hij. Overbelast ze niet en, als u het doet, help ze." (Bukhari 721)"
Wel is er een duidelijk verbod voor een moslim om een andere moslim tot slaaf te maken. De Ottomaanse sultans hebben handig gebruikgemaakt van de ruimte die de Koran biedt. Er was geen noodzaak om een verbod te omzeilen.
Ze argumenteerden dat in de Koran (Soera 8, 41) toestemming wordt gegeven om een vijfde deel van krijgsgevangenen aan het leger toe te voegen.
De overwonnen volkeren werden volgens deze redenatie als krijgsgevangenen beschouwd.
Het verbod op slavernij geldt alleen voor moslims met betrekking tot andere moslims en niet voor andere gelovigen. Als na verloop van tijd iemand die tot slaaf was gemaakt zich bekeerde tot de islam, werd het als een goede daad gezien deze slaaf de vrijheid te verlenen.

## Sociale achtergrond
Hoewel de devşirme van de gerekruteerde jongens persoonlijke slaven van de sultan maakte, werd het vaak als een eer beschouwd als een familielid geronseld werd. De reden daarvoor is dat de jongens de kans kregen tot de hoogste posities binnen het rijk op te klimmen. De rekruten, afkomstig uit arme agrarische uithoeken van het rijk, maakten na afloop van hun opleiding vaak gebruik van hun verworven posities om hun achtergebleven families te helpen.
In de christelijke delen van het rijk, waar de rekrutering het hevigst was, werd er dan ook verschillend tegen aan gekeken. De slavernij, het uitwissen van de lokale cultuur en de bekering tot de islam die het systeem met zich meebracht werden verafschuwd en stuitte op veel verzet. Bovendien waren veel families bang dat hun kinderen in het systeem de seksslaven zouden worden van hoge Turkse personen, wat inderdaad soms gebeurde. Op de Balkan werd devşirme daarom vaak "bloed-belasting" genoemd. Veel families probeerden hun zonen te verbergen om aan de devşirme te ontkomen.
Er zijn gevallen bekend dat islamitische families hun zonen illegaal onder de rekruten probeerden te brengen, wat laat zien dat het systeem desondanks ook als gunstig werd beschouwd. Ook de manier waarop de Janitsaren later hun kinderen in het systeem stopten toont dit aan.
Voor het systeem spreekt dat er bepaalde grenzen waren: gezinnen die hun zoon nodig hadden om rond te komen mochten niet worden belast.